# Флорентин Петре
Флорентин Петре (рум. Florentin Petre, нар. 15 січня 1976, Бухарест) — румунський футболіст, півзахисник.
Насамперед відомий виступами за бухарестське «Динамо» та національну збірну Румунії.
Триразовий чемпіон Румунії. П'ятиразовий володар Кубка Румунії.

## Клубна кар'єра
Народився 15 січня 1976 року в місті Бухарест. Вихованець футбольної школи місцевого «Динамо». Дорослу футбольну кар'єру розпочав 1994 року в основній команді того ж клубу. Частину 1995 року на умовах оренди захищав кольори команди клубу УТА (Арад).
Того ж року повернувся до «Динамо» (Бухарест). Відтоді відіграв за бухарестську команду наступні одинадцять сезонів своєї ігрової кар'єри. Більшість часу, проведеного у складі бухарестського «Динамо», був основним гравцем команди. За цей час тричі виборював титул чемпіона Румунії.
Згодом з 2006 по 2010 рік грав у складі софійського ЦСКА та в Росії, за грозненський «Терек».
Завершив професійну ігрову кар'єру на батьківщині, у клубі «Вікторія» (Бренешть), за команду якого виступав протягом 2010—2011 років.

## Виступи за збірну
1998 року дебютував в офіційних матчах у складі національної збірної Румунії. Протягом кар'єри у національній команді, яка тривала 12 років, провів у формі головної команди країни 53 матчі, забивши 6 голів.
У складі збірної був учасником чемпіонату Європи 2000 року у Бельгії та Нідерландах, а також чемпіонату Європи 2008 року в Австрії та Швейцарії.

## Титули і досягнення
- Чемпіон Румунії (3):

«Динамо» (Бухарест): 1999–00, 2001–02, 2003-04
- Володар Кубка Румунії (5):

«Динамо» (Бухарест): 1999–2000, 2000-01, 2002-03, 2003-04, 2004-05
- Володар Суперкубка Румунії (1):

«Динамо» (Бухарест): 2005
- Чемпіон Болгарії (1):

ЦСКА (Софія): 2007-08
- Володар Суперкубка Болгарії (1):

ЦСКА (Софія): 2006